# Disability Game Studies
Unter Disability Game Studies kann die Forderung nach Berücksichtigung, Sichtbarmachung und Benennung der akademischen Beforschung ludologischer Spielerlebnisse von Menschen mit Behinderung gefasst werden. Mitunter wird die fortschreitende Beachtung von Menschen mit Behinderung im Hinblick auf ihre Bedürfnisse untersucht. Grundannahmen der Entwickler von Computerspielen, den Spielern in Videospielen und die damit einhergehende Reproduktion von Zuschreibungen, was als behindernd gilt, werden hinterfragt.
Die Denkweise einer Disability Game Studies kann am ehesten als Unterkategorie der Game Studies gefasst werden, wobei die Beziehung zwischen Behinderungen, Barrieren und digitalen Spielen zur Diskussion stellt. Bezogen auf digitalisierte Spielerlebnisse beschäftigt sie sich unter anderem mit den Themen Barrierefreiheit, Unterstützungstechnologien, Gebrauchstauglichkeit und Spieldesign. Kritisch untersucht würden zudem die Marginalisierung und Unsichtbarmachung von Barrieren, die mit Behinderungen einhergehen. Unter anderem wird diskutiert, welche Als-ob-Spielerlebnisse für alle Menschen überhaupt als erstrebenswert gelten können.
Normatives Game-Design in Overwatch als Beispiel
Gehen wir von einem Game-Design aus, in dem Menschen mit Behinderung eine Rolle spielen. In diesem Fall werden ihnen oft spezifische Eigenschaften zugeschrieben, durch die als 'andersartig' gelten. Im Spiel Overwatch werden dem Charakter Junkrat (Deutsch: Schrott-Ratte) durch eine Prothese, seinen Wahnsinn und damit einhergehenden Freakstatus historische und aktuelle Begriffe, die mit Behinderung einhergehen, angedichtet. Es liegt der Schluss nahe, dass mit dieser Verhärtung des Status der Absonderlichkeit keine böse Absicht vorliegt, es gleichzeitig jedoch an kritischen Reflexionen fehlte. Die Disability Game Studies analysieren derartige Phänomene.

## Ludografie
- Grasshopper Manufacture (2005): killer7. Publisher: Capcom
- EA Redwood Shores (2008): Dead Space. Publisher: Electronic Arts
- Naughty Dog (2016): Uncharted 4. Publisher: Sony
- Blizzard Entertainment (2016): Overwatch. Publisher: Blizzard Entertainment